# Dziedziczne neuropatie czuciowe i autonomiczne
Dziedziczne neuropatie czuciowe i autonomiczne (ang. hereditary sensory and autonomic neuropathies, HSAN) – grupa uwarunkowanych genetycznie chorób układu nerwowego, w których obrazie klinicznym występuje dysfunkcja czuciowa (osłabione odruchy, osłabione lub zniesione czucie bólu i temperatury) oraz zmiennego stopnia dysfunkcja autonomiczna (dysautonomia): refluks żołądkowo-przełykowy, niedociśnienie ortostatyczne, nadmierna potliwość. Obecnie wyróżnia się cztery klasyczne postaci HSAN, oznaczane od I do IV (podział według Dycka i Ohty); ponieważ grupa tych chorób jest wciąż badana, opisywane są nowe warianty i klasyfikacja jest rozbudowywana. Jako grupa chorób, HSAN są rzadkimi schorzeniami, dotykającymi obu płci. HSAN III spotykana jest niemal wyłącznie u potomków wschodnioeuropejskich Żydów, w której to populacji jej częstość szacowana jest na 1:3600 żywych urodzeń. Opisano kilkaset przypadków HSAN IV; HSAN II na całym świecie jest bardzo rzadka. Leczenie wszystkich chorób grupy HSAN jest jedynie zachowawcze. 

## HSAN II
Inaczej wrodzona neuropatia czuciowa; wiązana jest z mutacjami w locus 12p13.33.

## HSAN III (rodzinna dysautonomia, zespół Rileya-Daya)
HSAN III jest najczęstszą postacią HSAN. Spowodowana jest przez mutacje w genie IKBKAP w locus 9q31.